# Lijst van burgemeesters van Charleroi

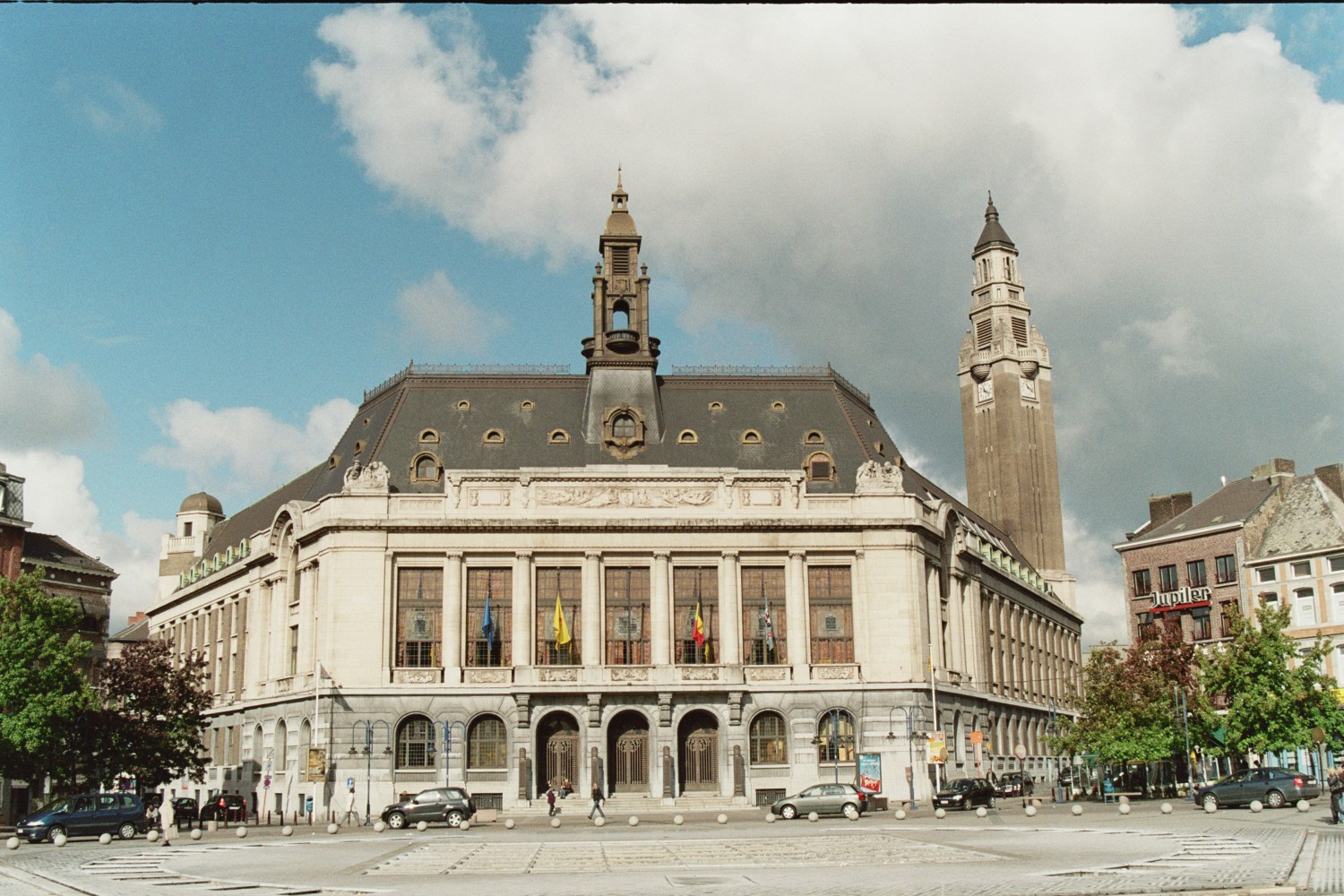
Stadhuis van Charleroi

Dit is een lijst van burgemeesters van de Belgische stad Charleroi sinds de onafhankelijkheid van het land.

## 1830 tot 1977
Lijst van de onafhankelijkheid van België in 1830 tot de fusie van gemeenten
| Periode                             | Naam                       | Partij/stroming          |
| ----------------------------------- | -------------------------- | ------------------------ |
| 20 oktober 1830 - 10 februari 1834  | Paul-François Huart-Chapel | Liberalen                |
| 29 juli 1834 - 15 maart 1851        | Gustave Nalinne            | Unitaire Liberale Partij |
| 18 november 1851 - 5 mei 1873       | Charles-Louis Lebeau       | Unitaire Liberale Partij |
| 28 juni 1873 - 14 juli 1874         | Jules Isaac                | Unitaire Liberale Partij |
| 1874 - 1879                         | Charles Dupret             | Unitaire Liberale Partij |
| 16 maart 1879 - 31 december 1903    | Jules Audent               | Unitaire Liberale Partij |
| 27 februari 1904 - 14 januari 1921  | Émile Devreux              | Unitaire Liberale Partij |
| 22 juli 1921 - 7 februari 1925      | Émile Buisset              | Unitaire Liberale Partij |
| 30 maart 1925 - 1940                | Joseph Tirou               | Unitaire Liberale Partij |
| 17 mei 1940 - 1942                  | Adolph Boland              | BWP                      |
| 28 augustus 1942 - 19 november 1942 | Prosper Jean Teughels      | Rex                      |
| 8 januari 1943 - 17 augustus 1944   | Oswald Englebin            | Rex                      |
| 1944 - 17 juni 1952                 | Joseph Tirou               | Unitaire Liberale Partij |
| 10 februari 1953 - 21 april 1966    | Gérard-Octave Pinkers      | PLP                      |
| 1966 - 31 december 1976             | Claude Hubaux              | PLP                      |

## 1977 tot nu
| Periode                            | Naam                         | Partij/stroming |
| ---------------------------------- | ---------------------------- | --------------- |
| 1977 - 1982                        | Lucien Harmegnies            | PS              |
| 1983 - 2000                        | Jean-Claude Van Cauwenberghe | PS              |
| 2000 - 21 oktober 2006             | Jacques Van Gompel           | PS              |
| 4 december 2006 - 9 juli 2007      | Léon Casaert                 | PS              |
| 9 juli 2007 - 16 februari 2012     | Jean-Jacques Viseur          | cdH             |
| 16 februari 2012 - 3 december 2012 | Eric Massin                  | PS              |
| 3 december 2012 - 2 december 2024  | Paul Magnette                | PS              |
| 2 december 2024 - heden            | Thomas Dermine               | PS              |

Brussels Hoofdstedelijk Gewest:
Anderlecht · 
Brussel

Vlaanderen:
Aalst · 
Aarschot · 
Antwerpen · 
 Asse · 
Beernem · 
Bertem · 
Blankenberge · 
Brugge · 
Damme · 
De Haan · 
De Panne · 
Deerlijk · 
Deinze · 
Eeklo · 
Evergem · 
Galmaarden · 
Geraardsbergen · 
Gent · 
Halle · 
Hasselt · 
Herent · 
Herk-de-Stad · 
Herzele · 
Heusden-Zolder · 
Houthalen-Helchteren · 
Ichtegem · 
Kaprijke · 
Knokke-Heist · 
Kortemark · 
Kortenberg · 
Kortrijk · 
Leuven · 
Lichtervelde · 
Lievegem · 
Lokeren · 
Maldegem · 
Mechelen · 
Moerbeke-Waas · 
Ninove · 
Oostende · 
Oostkamp · 
Poperinge · 
Roeselare · 
Ronse · 
Sint-Lievens-Houtem · 
Sint-Niklaas · 
Sint-Truiden · 
Temse · 
Tielt · 
Tienen · 
Tongeren · 
Torhout · 
Veurne · 
Waregem · 
Wellen · 
Wetteren · 
Wichelen · 
Zaventem · 
Zedelgem · 
Zele · 
Zonhoven · 
Zottegem

Wallonië: 
Charleroi · 
's-Gravenbrakel · 
Morlanwelz · 
Ophain-Bois-Seigneur-Isaac · 
Waver